# Agnotecous robusta
Agnotecous robusta är en insektsart som först beskrevs av Lucien Chopard 1915.  Agnotecous robusta ingår i släktet Agnotecous och familjen syrsor. Inga underarter finns listade i Catalogue of Life.